# 澁谷浩
澁谷 浩（しぶや ひろし、1932年 - ）は、日本の政治史・キリスト教学者、明治学院大学名誉教授。

## 来歴
岡山市生まれ。1965年早稲田大学大学院政治学研究科博士課程中退、70年「ピューリタン革命における平等派の政治理念」で政治学博士。明治学院大学助教授、教授、97年聖学院大学教授。2003年退職。『内村鑑三全集』の編纂にもあたる。

## 著書
- ピューリタニズムの革命思想 キリスト教夜間講座出版部 1973、御茶の水書房 1978
- 近代思想史における内村鑑三 政治・民族・無教会論 新地書房 1988.7
- 保守政治の論理 北樹出版 1994.2
- オリヴァー・クロムウェル 神の道具として生きる 聖学院大学出版会 1996.5
- 思いやりの主イエスとともに 聖日講話集 聖学院大学出版会 2001.4
- 渚の道 文藝書房 2004.7

## 編著
- 政治学 演習ノート 法学書院 1982.7
- 啓蒙政治思想の形成 成文堂 1984.3 (近代政治思想の研究
- 政治思想史講義 藤原保信,白石正樹共編 早稲田大学出版部 1991

## 翻訳
- ルカによる福音書 翻訳と註解 K.H.レングストルフ 泉治典共訳 NTD新約聖書註解刊行会 1976.7
- 自由民への訴え ピューリタン革命文書選 早稲田大学出版部 1978.7
- 保守的であること 政治的合理主義批判 マイケル・オークショット 共訳 昭和堂 1988.9
- 民主主義 アンソニー・アーブラスター 中金聡共訳 昭和堂 1991.9
- デモクラシーにおける討論の生誕 ピューリタン革命におけるパトニー討論 大澤麦共訳 聖学院大学出版会 1999.10